# United States Special Operations Command South
Das Special Operations Command South (SOCSOUTH) ist ein Verbundkommando (Sub Unified Combatant Command), dass die Special Operations Forces (Sondereinsatzkräfte) des US Southern Command (SOUTHCOM) in sich vereint und führt. Es ist auf der Homestead Air Reserve Base im US-Bundesstaat Florida stationiert. Das SOCSOUTH führt über 200 Einzeldislozierungen pro Jahr mit einem Durchschnitt von ca. 42 Missionen in 26 Ländern des Verantwortungsbereichs.
Kommandeur ist derzeit Konteradmiral Thomas L. Brown II.

## Auftrag
Das SOCSOUTH ist verantwortlich für die Bereitstellung, Einsatzbereitschaft, Koordination und Führung sämtlicher Sondereinsatzkräfte im territorialen Verantwortungsbereich des US Southern Command (SOUTHCOM). Es berät und unterstützt den Kommandeur des SOUTHCOM in allen Fragen der Sondereinsatzkräfte. Darüber hinaus ist es auch für Zivilangelegenheiten (militärische Zivilverwaltung und Entwicklungshilfe) und psychologische Kriegsführung zuständig.
Die Kernaufgaben sind:

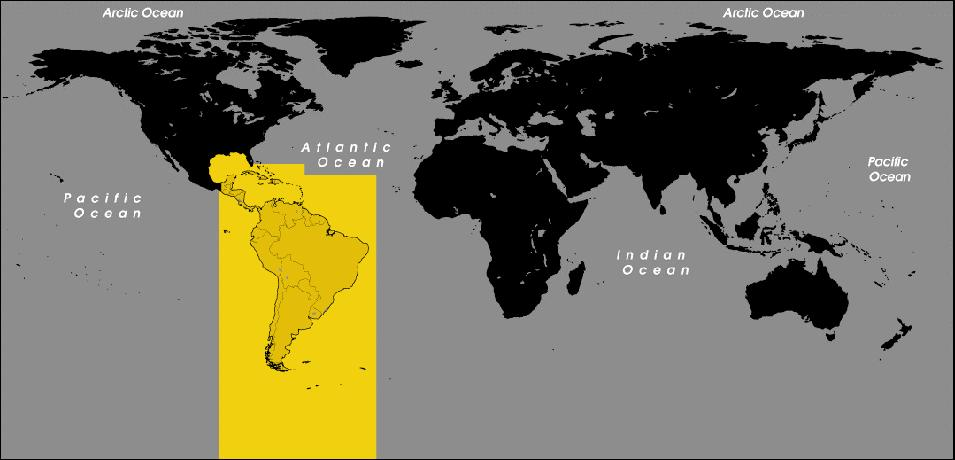
Der Zuständigkeitsbereich SOCSOUTH

- Führung aller Sondereinsatzkräfte (Special Operations Forces) des SOUTHCOM
- Bereitstellung und Führung einer Vereinigten Spezialeinsatztruppe (Joint Special Operations Task Force)
- Bereitstellung einer schnellen Eingreiftruppe in ständiger Alarmbereitschaft (theater contingency response force)
- Unterstützung der strategischen Planung des SOUTHCOM.

Es gibt aber noch weitere Aufgabenfelder, für die das SOCSOUTH zuständig ist. Es koordiniert und unterstützt den War on Drugs (Drogenbekämpfung) zusammen mit anderen Bundesbehörden wie beispielsweise der Drug Enforcement Administration (DEA) und der CIA. Als übergeordnete Kommandostruktur ist sie verantwortlich für sämtliche Operationen der Green Berets, die die Militärberatung der USA auf dem südamerikanischen Kontinent durchführen und die eventuelle Guerillakriegführung befreundeter Befreiungsbewegungen unterstützen.

## Organisation
Das SOCSOUTH ist als Verbundkommando für die Spezialeinheiten aller Teilstreitkräfte der US-Streitkräfte innerhalb des Verantwortungsbereichs des SOUTHCOM zuständig. Je nach Auftragslage werden die einzelnen Kontingente zusammengestellt, bilden eine Task Force für die Dauer des Einsatzes und werden anschließend wieder in anderen Konstellationen aktiv.
- Die zahlenmäßig größte Komponente stellt naturgemäß die Army mit der 7th Special Forces Group (Airborne), einem Verband in Brigadestärke, der allerdings aufgrund der besonderen Struktur der Green Berets (Army Special Forces) nur eine Mannstärke von ca. 1.400 Soldaten hat. Das Hauptquartier der 7th SFG befindet sich in Fort Bragg im US-Bundesstaat North Carolina, eine Kompanie (C-Kompanie, 3. Bataillon) ist jedoch ständig in vorgeschobener Position in der Naval Station Roosevelt Roads in Puerto Rico zusammen mit der D-Kompanie des 160. SOAR (Heeresflieger) stationiert.

- Das Naval Special Warfare Command (NAVSOC) der Navy stellt Einheiten der Navy Seals bereit. Welche Einheiten im Einzelnen und in welcher Stärke ist geheim. Ausnahme ist die ebenfalls ständig in Puerto Rico stationierte Naval Special Warfare Unit FOUR.

- Das Gleiche gilt für das Kontingent der Air Force. Man kann aber davon ausgehen, das in jedem Fall ein Special Tactics Squadron der Pararescue jumpers für Combat Search and Rescue- oder von Search-and-Rescue-Einsätze dabei ist.

- Welche Einheiten und in welcher Stärke Truppen des erst vor kurzem aufgestellten Marine Corps Forces Special Operations Command (MARSOC) der Marines dem SOCSOUTH unterstellt sind, ist nicht bekannt.

## Geschichte
Die Einsatzkräfte des SOCSOUTH sind an die besonderen Bedingungen des lateinamerikanischen Kontinents angepasst. Die besondere geostrategische Lage im Hinterhof der USA sorgt traditionell für ein besonderes Augenmerk der US-Regierung auf diese Region. Geprägt von einer Fülle wirtschaftlicher, sozialer aber auch demographischer Probleme sind die Staaten innerhalb des Verantwortungsbereichs des SOUTHCOM ständig destabilisierenden Faktoren ausgesetzt.
Seit der Kubakrise 1962 nahmen auch in verschiedenen Staaten ideologisch geprägte Guerillakriege ihren Lauf, die sowohl zur kritischen Betrachtung als auch zu einer Radikalisierung bestimmter Regierungen führten. Die USA waren stets bemüht, dieses ihr ureigenstes regionales Interessengebiet mit allen zur Verfügung stehenden Mitteln in ihrem Sinne zu beeinflussen. Ein wesentliches Element war dabei die Militär- und Sicherheitsberatung befreundeter Staaten, um diese zu stabilisieren und in die Lage zu versetzen, selbst für die öffentliche Sicherheit und Ordnung zu sorgen. Natürlich war man bemüht, auch Grundprinzipien des westlichen Demokratieverständnisses zu vermitteln, allerdings wurden auch etliche Diktaturen und ausgewiesene Folterstaaten unterstützt, solange sie sich nur als Bollwerk gegen kommunistische Befreiungsbewegungen eigneten. Diese Entwicklung gipfelte Mitte der 1980er Jahre in der Iran-Contra-Affäre, als Mittelamerika einem amerikanischen Heerlager glich.

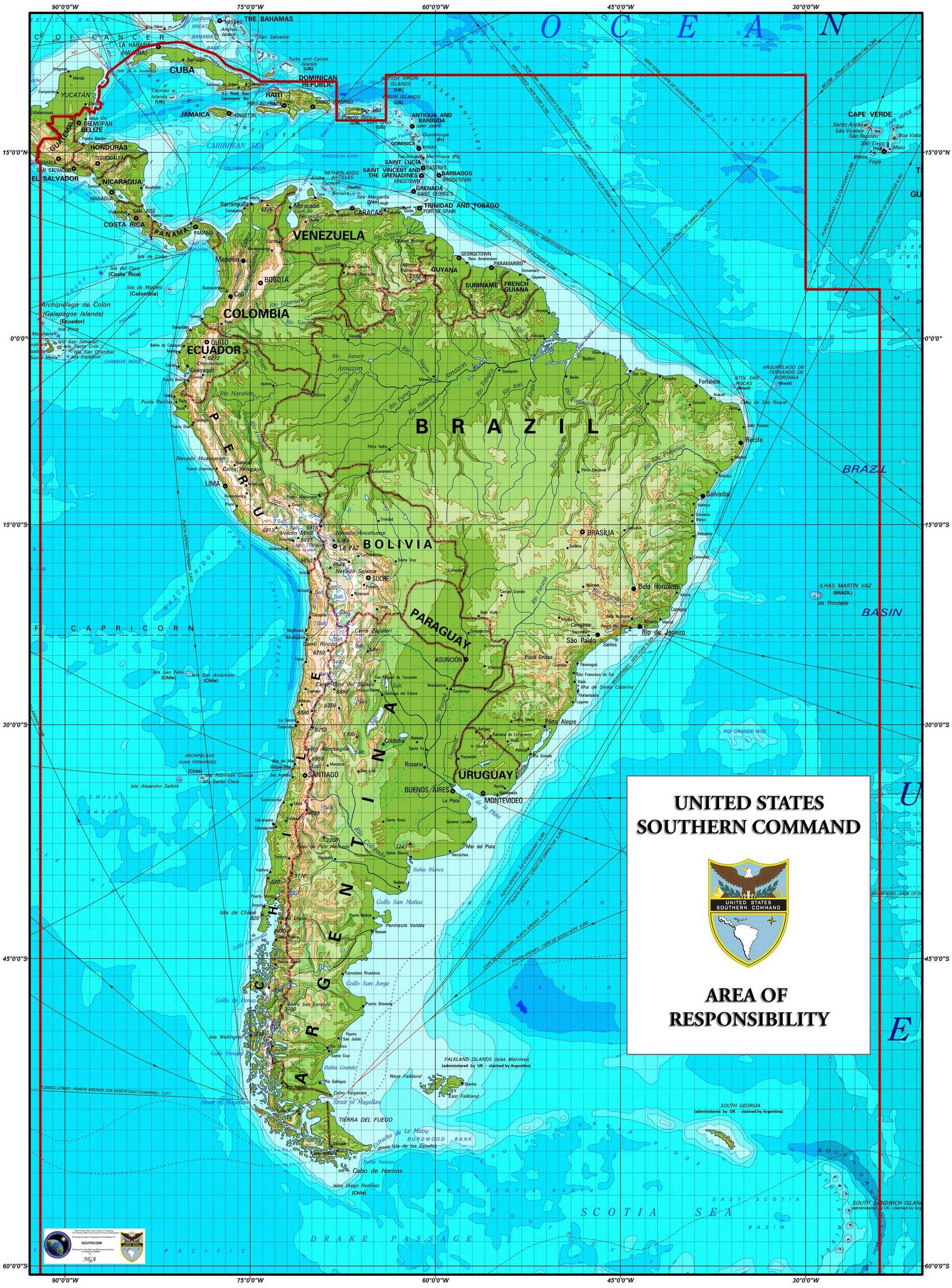
Verantwortungsbereich des SOUTHCOM

Nach dem Ende des Kalten Krieges und der Demokratisierung vieler Staaten sind eher wirtschaftliche und spezifische Gesichtspunkte der Eindämmung des Drogenanbaus und -handels in den Vordergrund gerückt. Angehörige des SOCSOUTH sind regelmäßig in den Kampf gegen den Drogenanbau und -handel eingebunden, in dem sie Sicherheitskräfte der Anbaustaaten vor Ort ausbilden und in direkten Operationen unterstützen.
Heute beziehen die USA rund ein Drittel ihres Erdölbedarfs aus der Region. Schon das verdeutlicht angesichts der Bedeutung eines reibungslosen Imports von Öl für einen Industriestaat die besondere strategische Bedeutung der Region.
Das SOCSOUTH ist auch in viele zivile Entwicklungsprojekte eingebunden, um die Probleme der besonders ungleichen Güterverteilung, die in den meisten lateinamerikanischen Staaten herrschen, zu mildern und somit indirekt zu deren politischer Stabilität beizutragen.
Die ständige schnelle Eingreiftruppe des SOCSOUTH leistete bei etlichen Naturkatastrophen, wie den Hurrikans Georges (Dominikanische Republik) und im Jahr 1998 Mitch (Honduras) humanitäre Hilfe und koordinierte die internationalen Hilfsanstrengungen in El Salvador, Guatemala und Nicaragua.
Im Dezember 1999, als auch Venezuela schwere Überschwemmungen erlitt, bei denen über 30.000 Menschen starben, reagierte das SOCSOUTH nur Stunden danach mit Evakuierungsmaßnahmen und Hilfslieferungen.
Im selben Jahr intensivierte die US-Regierung ihre Drogenbekämpfung, sodass eine Einheit des SOCSOUTH dauerhaft in Kolumbien stationiert wurde, um die dortigen Behörden in der Bekämpfung des Anbaus und Exports der Narcotika zu unterweisen. Es gelang, eine kolumbianische Sondereinheit aufzubauen, die nahezu frei von der landesübliche Korruption etliche Erfolge in der Eindämmung des Drogenexports verzeichnen konnte. Diese Einheit wurde vom SOCSOUTH ausgebildet und ausgerüstet. Besonders effektiv waren und sind die ständigen litoralen Patrouillen der Navy Seals und Special Boat Units.
Das SOCSOUTH veranstaltet jährlich das internationale Counter-terrorism Tactics and Techniques Symposium (CTTTS) („Anti-Terror-Taktik-und-Technik-Symposium“) in der Naval Station Roosevelt Roads in Puerto Rico, dem vorgeschobenen Posten des SOCSOUTH. Diese Veranstaltung bringt Experten entsprechender Einheiten aus aller Welt zu einem fachlichen Austausch zusammen.
Das SOCSOUTH erstellt regelmäßig Expertisen zur Manöveroptimierung des SOUTHCOM und trägt damit dazu bei, dass das Gefecht im Verbund verschiedener Teilstreitkräfte ständig adäquat und effektiv in den regelmäßigen gemeinsamen Übungen verbessert wird und das Verständnis für die besonderen Einsatzmöglichkeiten der Sondereinsatzkräfte bei den konventionellen Einheiten ausgebaut wird. Auch wird durch die Entwicklung von Manöverparametern in etlichen Gastländern der gleiche Effekt verfolgt. Einsatzkräfte des SOCSOUTH nehmen regelmäßig an internationalen Manövern, wie Blue Advance, Unified Endeavor und Fuertes Defensas.

## Verweise